# Leptotila ochraceiventris
Rola-de-barriga-ocre ou rolinha-de-barriga-ocre (Leptotila ochraceiventris) é uma espécie de ave da família Columbidae.
Pode ser encontrada nos seguintes países: Equador e Peru.
Os seus habitats naturais são: florestas secas tropicais ou subtropicais , florestas subtropicais ou tropicais húmidas de baixa altitude, regiões subtropicais ou tropicais húmidas de alta altitude e florestas secundárias altamente degradadas.
Está ameaçada por perda de habitat.